# Идес, Эверт Избрант
Эверт Избрант (Избрантзоон) Идес (нидерл. Evert Ysbrants (Ysbrandszoon) Ides; в России его называли Елизарий Елизариев сын Избрант (1657—1708) — выходец из Глюкштадта в Голштинии. Торговал в России с 1677 года, с 1687 поселился постоянно, войдя в группу иностранных купцов, глубоко укоренившихся в России — так называемых «московских торговых иноземцев». Царями Иваном Алексеевичем и Петром Алексеевичем был послан в Пекин к богдыхану во главе посольства 1692—1695 годов для выяснения положения дел с ратификацией Нерчинского договора. Известен как автор книги о путешествии через Сибирь и составитель географической карты Сибири. Получил первую в России жалованную грамоту — «привилегию» на издание карты и книги о Сибири.

## Посольство из Москвы в Китай
Во время своего путешествия через Сибирь вёл дневник, который в извлечениях был опубликован в Европе в 1696 г..

«При проезде через Сибирь Избрант проявил любознательность и пытливость; он сообщает много любопытных наблюдений, сделанных им на месте во время пути. Возможно допустить со стороны Идеса и некоторую литературную и особенно картографическую подготовку, которую он предпринял, отправляясь в путешествие; так, например он пользовался картой Витсена и отмечал на ней замеченные им неточности и погрешности её (на основании собранных им таким путём материалов карта была исправлена и в уменьшенном виде приложена к описанию путешествия Идеса; переиздана она была в 1727 г. в виде приложения к французскому переводу). Однако, с другой стороны, ценность сообщаемых Идесом сведений именно в их непосредственной свежести, так как они не повторяют прежних данных, но основаны на личных наблюдениях» (Алексеев М. П. Сибирь…, 2006. С. 422).

Через несколько лет он был уже широко известным купцом-иностранцем и входил свободно в дома самых богатых и знатных русских. Когда в 1692 году русское правительство решило направить в Китай посольство для ведения переговоров об установлении торговых сношений России с Китаем, голландец поставил себе целью попасть в число московских послов. Он подал челобитную на имя государей Ивана Алексеевича и Петра Алексеевича, предлагая свою кандидатуру. Государи согласились.
Во время поездки в Китай, с 1692 по 1695 год, Идес вёл путевой дневник, в который записывал всё, что его интересовало — свои впечатления от увиденного, о чём узнавал от местных жителей. Собирал сведения о природе, истории, горячих источниках, необычных камнях, развалинах древних поселений.
Впервые его Записки были выпущены на голландском языке в Амстердаме в 1704 г.
Описание его путешествия («Evert Ysbrants Ides (1657–1708/9), also known as Adam Brand Three Years Travels from Moscow Over-land to China, London: W. Freeman et al., 1706»).

## Произведения

### Русские переводы Записок Идеса
- Первый русский перевод в Новиковской «Древней Российской Вивлиофике», Т. VIII и IX.
- (Отрывки) Алексеев М. П. Сибирь в известиях западно-европейских путешественников и писателей. XIII—XVII вв. Т. 1. Ч. 2. Иркутск, 1936. С. 139—151.
  - 3-е издание: Алексеев М. П. Сибирь в известиях западно-европейских путешественников и писателей. XIII—XVII вв. Новосибирск, 2006. С. 418—431.
- Полный перевод: Избрант Идес и Адам Бранд. Записки о русском посольстве в Китай (1692—1695) / Вступ. статья, пер. и коммент. М. И. Казанина. М.: ГРВЛ, 1967. 404 с..

### Другое
- Карта Идеса.
  - В 1722 году Николос де Фер опубликовал карту под заглавием «Государство царя или императора Русии в Европе и Азии, с маршрутом из Москвы в Пекин, изображённым по воспоминаниям Николаса Витсена, Эверта Избранта, Филиппа Авриля и других». Эверт Избрант оставил два отчёта о своих посольствах к китайскому императору от имени русского царя — в 1698 году на немецком языке от Адама Бранда и свой собственный отчёт в 1704 году. Сочинение «Северная и Восточная Тартария» Николаса Витсена было опубликовано в Амстердаме в 1692 году.
  - Nova Tabula Imperii Russici ex omnium … multum emendavit Everardus Ysbrants Ides. гравюра на меди 50,5 х 68 см. 1704 г. Воспроизведена в: Кордт. Материалы…, Сер. 2. вып. 1, карта XXVI.
  - Уменьшенная перегравировка карты Идеса, гравюра на меди 43 х 55 см, на французском языке в Recuel de voiages au Nord. Amsterdam, 1727. T. VIII. Воспроизведена в.: Воображаемая Сибирь. Географические чертежи и карты XVI—XVIII веков из собрания Алексея Булатова. Тобольск, 2006. Л. 29.
- Зольникова Н. Д. Сыск Д. Л. Полянского и «письма» Избранта Идеса // Публицистика и исторические сочинения периода феодализма. Новосибирск, 1989.
  - Фрагмент «письма» Идеса воспроизведен в.: Воображаемая Сибирь. Географические чертежи и карты XVI—XVIII веков из собрания Алексея Булатова. Тобольск, 2006. Л. 30.